# Terrafugia Transition
Terrafugia Transition  («Переход») — летающий автомобиль (летательный аппарат) со складными крыльями.
По замыслу, Transition способен двигаться по асфальту на обычных для автотрасс скоростях, а в воздухе разгоняться до скоростей, свойственных спортивным самолётам, что может резко повысить мобильность перемещения людей между городами. При этом должен помещаться в стандартном автомобильном гараже.
Разрабатывался с 2006 года компанией Terrafugia, первый полёт совершил 5 марта 2009 года. Способен ехать со скоростью до 105 км/ч по шоссе и лететь с максимальной скоростью 185 км/ч. Расход топлива при крейсерской скорости в 170 км/ч — 19 л/ч. Запас топлива на 780 км полёта. Длина автомобиля — 5,7 метра, высота — 2,1 метра, ширина со сложенными крыльями — 2 метра. Вес — 570 кг. Размах крыльев — 8,4 метра.
Серийный выпуск должен был начаться в 2011 году. Сейчас прототип проходит различные испытания.
В 2019 году планируется продажа Terrafugia Transition. Стоимость автомобиля пока не раскрывается. Ранее анонсированная модель, производство которой отложилось, стоила более 300 тысяч долларов.